# یواس‌اس ایوک (ای‌ام-۵۷)
یواس‌اس ایوک (ای‌ام-۵۷) (به انگلیسی: USS Auk (AM-57)) یک کشتی است که طول آن ۲۲۱ فوت ۳ اینچ (۶۷٫۴۴ متر) می‌باشد. این کشتی در سال ۱۹۴۱ ساخته شد.